# 宽叶石防风
宽叶石防风（学名：Peucedanum terebinthaceum var. deltoideum）为伞形科前胡属石防风的变种。分布于日本、俄罗斯、朝鲜以及中国大陆的河北、吉林、辽宁等地，目前尚未由人工引种栽培。

## 别名
风芹（辽宁）